# Prodeinotherium
Prodeinotherium je izumrli rod iz porodice Deinotheriidae. Ove su životinje živjele u Africi, Europi i Aziji u ranom i srednjem miocenu. Prodeinotherium, što znači "prije strašne zvijeri", prvi je put imenovan 1930., ali je ubrzo nakon toga jedina vrsta u ovom rodu, P. Hungaricum, prebačena u rod Deinotherium. Međutim, tijekom 1970-ih dva su roda ponovno razdvojena, a u rod Prodeinotherium su uključeni Deinotherium bavaricum (= „P. Hungaricum“), Deinotherium hobleyi i Deinotherium pentapotamiae, koji su razdvojeni na temelju zemljopisnog položaja - te 3 vrste su iz Europe, Afrike i Azije. Međutim, zbog malog broja znakova razdvajanja, moguće je da je postojala samo jedna vrsta  'P. bavaricum ili mnogo njih, uključujući P. cuvieri, P. orlovii i P. sinense.
Prodeinotherium jedan je od tri roda iz porodice Deinotheriidae, dok su druga dva Chilgatherium (iz Afrike) i Deinotherium (iz Europe, Afrike i Azije). Chilgatheriumu je prethodio Prodeinotherium, a Deinotherium ga je slijedio. P. hobleyi je bila prva vrsta Prodeinotherium i ona je migrirala u Aziju i Europu prije nego što je evoluirala u P. pentapotamiae, a zatim u P. bavaricum. Prodeinotherium je živio u ranom i srednjem miocenu prije nego što ga je zamijenio Deinotherium. Deinotheriidi su rana grana surlaša, iako više izveden[prijevod od "derived", možda treba bolji prijevod] od rodova Barytherium i Moeritherium.
Svi su deinoteri bili velike životinje koje su evoluirale u još veće, a mnoge su imznačajke zajedničke. I Prodeinotherium i  Deinotherium  su imali velike, izbačene kljove na donjoj čeljusti, ali nijednu na gornjoj čeljusti. Kljove su mogle biti korištene za micanje grana s puta dok su životinje dohvaćale hranu. Prodeinotherium je bio jnešto manji od Deinotheriuma, ali mnogo veći od primitivnih surlaša. Sve vrste roda Prodeinotherium bile su slične veličine, visine od 2,5 do 2,8 metara i težine od oko 3,1 tone.